# Rhamphiophis oxyrhynchus
Espèce
Synonymes
- Psammophis oxyrhynchus Reinhardt, 1843
- Rhagerrhis unguiculata Günther, 1868
- Rhagerrhis oxyrhynchus (Reinhardt, 1843)

Rhamphiophis oxyrhynchus est une espèce de serpents de la famille des Lamprophiidae.

## Description et éléments d'écologie
D’une longueur habituelle assez variable : 35-120 cm, il peut atteindre un maximum de 160 cm. La tête est caractérisée par un museau courbé et pointu en forme de bec. Le corps est allongé, l'œil est moyen et la pupille est ronde. La fossette loréale est présente (cette même fossette thermosensible qui est caractéristiques du groupe des crotales). La coloration dorsale est uniforme, roussâtre ou beige clair. La face ventrale est blanchâtre. Ce serpent chasse sur le sol et à l'intérieur des terriers que son museau renforcé et pointu aide à explorer. Il se nourrit d'une grande diversité de proies, principalement des rongeurs, lézards et amphibiens. Son venin n'est pas dangereux pour l’homme.
C'est une espèce appréciée en terrariophilie, qui serait apparemment très active et vorace lorsqu'acclimatée.

## Répartition et distribution
Cette espèce se rencontre :
- en Mauritanie ;
- au Mali ;
- au Sénégal ;
- en Guinée ;
- en Guinée-Bissau ;
- en Côte d'Ivoire ;
- au Ghana ;
- au Togo ;
- au Bénin ;
- au Burkina Faso ;
- au Nigeria ;
- au Cameroun ;
- en République centrafricaine ;
- en République démocratique du Congo ;
- au Soudan ;
- au Soudan du Sud ;
- en Éthiopie ;
- en Somalie ;
- au Kenya ;
- en Ouganda ;
- au Rwanda ;
- au Burundi ;
- en Tanzanie ;
- au Malawi ;
- au Zimbabwe ;
- dans le sud du Mozambique ;
- dans le nord du Botswana.

On le retrouve dans les régions de savane en zone soudano-sahélienne. Il est souvent localement abondant sur des zones à sols sableux. On ne le rencontre donc surtout qu’en haute Dodo, et dans les zones de transition avec la forêt où il est moins abondant. 

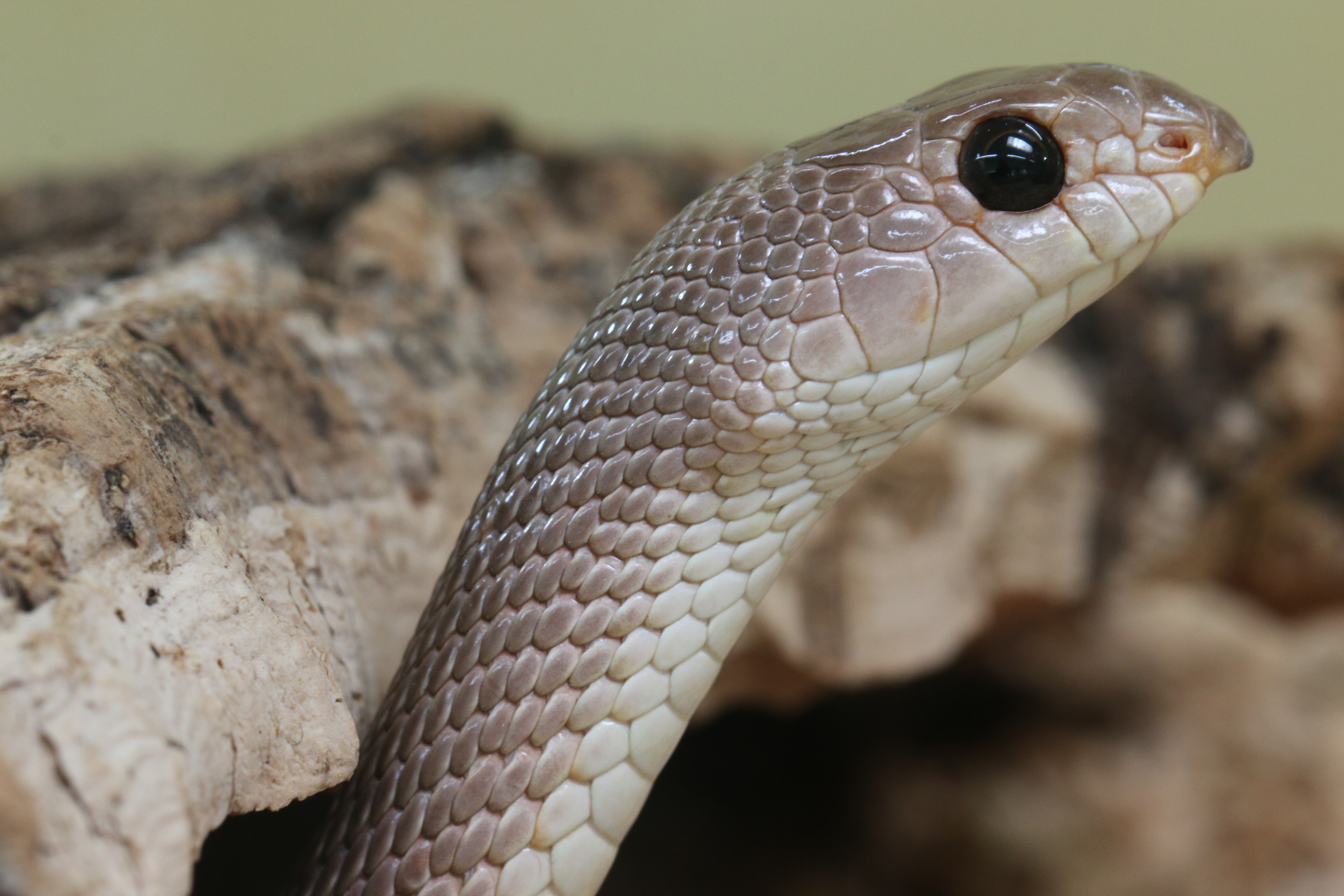

## Publication originale
- Reinhardt, 1843 : Beskrivelse af nogle nye Slangearter. Det Kongelige Danske videnskabernes Selskabs Skrifter, vol. 10, p. 233-279 (texte intégral).